# Liste der Orgeln im Burgenland
In der Liste der Orgeln im Burgenland werden sukzessive alle Orgeln im Burgenland erfasst.

## Orgeln in Stadt Eisenstadt
| Bezirk     | Gemeinde   | Ort/Katastral- gemeinde    | Kirche/ Gebäude                             | Bild | Standort   | Orgelbauer               | Jahr        | Manuale | Register | Bemerkungen                                                                   |
| ---------- | ---------- | -------------------------- | ------------------------------------------- | ---- | ---------- | ------------------------ | ----------- | ------- | -------- | ----------------------------------------------------------------------------- |
| Eisenstadt | Eisenstadt | Eisenstadt                 | Landesmuseum                                |      |            | unbekannt                | 1732        | I/P     | 10       | Ältere Haydnorgel der Bergkirche; Disposition                                 |
| Eisenstadt | Eisenstadt | Eisenstadt                 | barmherzige Brüder                          |      |            | Johann Franz Frey        | 1732        | I/P     | 8        | für diese Orgel schrieb Joseph Haydn die „Kleine Orgelsolomesse“; Disposition |
| Eisenstadt | Eisenstadt | Eisenstadt                 | Bergkirche                                  |      |            | Rieger Orgelbau / Schuke | 1950 / 1993 | III/P   | 34       | Disposition                                                                   |
| Eisenstadt | Eisenstadt | Eisenstadt                 | Bischofshof - Kapelle St. Josef             |      |            | Orgelbau Kögler          | 2014        | I/P     | 5        | [ 1 ]                                                                         |
| Eisenstadt | Eisenstadt | Eisenstadt                 | Dom St. Martin                              |      | Domplatz 1 | Johann Gottfried Malleck | 1778        | II/P    | 19       | Disposition                                                                   |
| Eisenstadt | Eisenstadt | Eisenstadt                 | Franziskanerkirche                          |      |            | unbekannt                | 1760        | I/P     | 7        | Disposition                                                                   |
| Eisenstadt | Eisenstadt | Eisenstadt                 | Provinzhaus d. Schwestern v. göttl. Erlöser |      |            | Orgelbau Kögler          | 2013        | II/P    | 8        | Disposition                                                                   |
| Eisenstadt | Eisenstadt | Eisenstadt                 | Pädagogische Akademie                       |      |            | Orgelbau Kögler          | 2013        | II/P    | 8        | Disposition                                                                   |
| Eisenstadt | Eisenstadt | Kleinhöflein im Burgenland | Pfarrkirche St. Vitus                       |      |            | Gregor Hradetzky         | 1969        | II/P    | 18       | Disposition                                                                   |

## Orgeln in Stadt Rust
| Bezirk | Gemeinde    | Ort/Katastral- gemeinde | Kirche/ Gebäude                      | Bild | Standort | Orgelbauer               | Jahr | Manuale | Register | Bemerkungen |
| ------ | ----------- | ----------------------- | ------------------------------------ | ---- | -------- | ------------------------ | ---- | ------- | -------- | ----------- |
| Rust   | Rust am See | Rust                    | Evangelische Pfarrkirche Rust am See |      |          | Johann Gottfried Malleck | 1789 | I/P     | 9        | Disposition |
| Rust   | Rust am See | Rust                    | Fischerkirche (Rust)                 |      |          | unbekannt                | 1705 | I       | 5        | Disposition |
| Rust   | Rust am See | Rust                    | Katholische Pfarrkirche Rust am See  |      |          | Petrus Beking            | 1783 | I/P     | 9        | Disposition |

## Orgeln im Bezirk Eisenstadt-Umgebung
| Bezirk              | Gemeinde                        | Ort/Katastral- gemeinde | Kirche/ Gebäude                               | Bild | Standort    | Orgelbauer                | Jahr | Manuale | Register | Bemerkungen                          |
| ------------------- | ------------------------------- | ----------------------- | --------------------------------------------- | ---- | ----------- | ------------------------- | ---- | ------- | -------- | ------------------------------------ |
| Eisenstadt-Umgebung | Breitenbrunn am Neusiedler See  | Breitenbrunn            | Pfarrkirche Breitenbrunn                      |      |             | unbekannt                 | 1790 | I/P     | 9        | [ 2 ]                                |
| Eisenstadt-Umgebung | Donnerskirchen                  | Donnerskirchen          | Pfarrkirche Donnerskirchen                    |      |             | Philipp König             | 1837 | II/P    | 16       |                                      |
| Eisenstadt-Umgebung | Großhöflein                     | Großhöflein             | Antonikapelle                                 |      |             | unbekannt                 | 1748 | I       | 4        | Disposition                          |
| Eisenstadt-Umgebung | Großhöflein                     | Großhöflein             | Pfarrkirche Großhöflein                       |      |             | Herbert Gollini           | 1997 | II/P    | 17       |                                      |
| Eisenstadt-Umgebung | Hornstein                       | Hornstein               | Pfarrkirche Hornstein                         |      |             | Johann Gottfried Malleck  | 1794 | I/P     | 8        |                                      |
| Eisenstadt-Umgebung | Klingenbach                     | Klingenbach             | Pfarrkirche Klingenbach                       |      |             | Walcker-Mayer             | 1995 | II/P    | 10       | Disposition                          |
| Eisenstadt-Umgebung | Leithaprodersdorf               | Leithaprodersdorf       | Pfarrkirche Leithaprodersdorf                 |      |             | Walcker-Mayer             | 2017 | II/P    | 16       | Disposition                          |
| Eisenstadt-Umgebung | Loretto (Burgenland)            | Loretto                 | Basilika                                      |      |             | Johann Rath               | 1762 | I/P     | 10       | Disposition                          |
| Eisenstadt-Umgebung | Mörbisch am See                 | Mörbisch                | evang. Christuskirche                         |      |             | Gebrüder Krenn            | 1986 | II/P    | 17       | Disposition                          |
| Eisenstadt-Umgebung | Mörbisch am See                 | Mörbisch                | Kathol. Pfarrkirche                           |      |             | Herbert Huber             | 1931 | I/P     | 6        | [ 3 ]                                |
| Eisenstadt-Umgebung | Müllendorf                      | Müllendorf              | Pfarrkirche Müllendorf                        |      |             | Bajusz Kalman             | 1881 | II/P    | 15       | 1979 von Helmut Allgäuer restauriert |
| Eisenstadt-Umgebung | Neufeld an der Leitha           | Neufeld/Leitha          | Katholische Pfarrkirche Neufeld an der Leitha |      | Hauptstraße | Orgelbau M. Walcker-Mayer | 1989 | II/P    | 13       | Disposition                          |
| Eisenstadt-Umgebung | Oggau am Neusiedler See         | Oggau                   | Pfarrkirche Oggau                             |      |             | Rieger Orgelbau           | 1961 | II/P    | 19       | Disposition                          |
| Eisenstadt-Umgebung | Oslip                           | Oslip                   | Pfarrkirche Oslip                             |      |             | Walcker-Mayer             | 1974 | II/P    | 10       |                                      |
| Eisenstadt-Umgebung | Purbach am Neusiedler See       | Purbach                 | Pfarrkirche Purbach am Neusiedler See         |      |             | Johann Rath               | 1766 | I/P     | 10       |                                      |
| Eisenstadt-Umgebung | Sankt Margarethen im Burgenland | St. Margarethen         | Pfarrkirche St. Margarethen im Burgenland     |      |             | Orgelbau Kögler           | 1979 | II/P    | 14       |                                      |
| Eisenstadt-Umgebung | Schützen am Gebirge             | Schützen am Gebirge     | Pfarrkirche Schützen am Gebirge               |      |             | unbekannt                 | 1792 | I/P     | 8        |                                      |
| Eisenstadt-Umgebung | Siegendorf                      | Siegendorf              | Pfarrkirche Siegendorf                        |      |             | Gebrüder Rieger           | 1896 | I/P     |          |                                      |
| Eisenstadt-Umgebung | Steinbrunn                      | Steinbrunn              | Pfarrkirche Steinbrunn                        |      |             | Walcker-Mayer             | 1980 | I/P     | 7        |                                      |
| Eisenstadt-Umgebung | Stotzing                        | Stotzing                | Pfarrkirche Stotzing                          |      |             | Gebrüder Rieger           | 1897 | I/P     | 8        |                                      |
| Eisenstadt-Umgebung | Trausdorf an der Wulka          | Trausdorf               | Pfarrkirche Trausdorf an der Wulka            |      |             | Gebrüder Krenn            | 1984 | II/P    | 12       | [ 5 ]                                |
| Eisenstadt-Umgebung | Wimpassing an der Leitha        | Wimpassing/Leitha       | Pfarrkirche Wimpassing an der Leitha          |      |             | unbekannt                 | 1757 | I/P     | 10       | [ 6 ]                                |
| Eisenstadt-Umgebung | Wulkaprodersdorf                | Wulkaprodersdorf        | Pfarrkirche Wulkaprodersdorf                  |      |             | Friedrich Heftner         | 2005 | II/P    | 16       |                                      |
| Eisenstadt-Umgebung | Zagersdorf                      | Zagersdorf              | Pfarrkirche Zagersdorf                        |      |             | Walcker-Mayer             | 1996 | II/P    | 10       | Disposition                          |
| Eisenstadt-Umgebung | Zillingtal                      | Zillingtal              | Pfarrkirche Zillingtal                        |      |             | Herbert Gollini           | 1995 | I/P     | 6        |                                      |

## Orgeln im Bezirk Mattersburg
| Bezirk      | Gemeinde                 | Ort/Katastral- gemeinde | Kirche/ Gebäude                      | Bild | Standort      | Orgelbauer                | Jahr     | Manuale | Register | Bemerkungen                                                                       |
| ----------- | ------------------------ | ----------------------- | ------------------------------------ | ---- | ------------- | ------------------------- | -------- | ------- | -------- | --------------------------------------------------------------------------------- |
| Mattersburg | Antau                    | Antau                   | Pfarrkirche Antau                    |      |               | Gebrüder Rieger           | 1910     | I/P     | 8        |                                                                                   |
| Mattersburg | Baumgarten (Burgenland)  | Baumgarten              | Pfarrkirche Baumgarten im Burgenland |      |               | Orgelbau M. Walcker-Mayer | 1972     | II/P    | 8        |                                                                                   |
| Mattersburg | Baumgarten (Burgenland)  | Baumgarten              | Ödes Kloster Baumgarten              |      |               | Herbert Huber             | 1928     | I/P     | 6        |                                                                                   |
| Mattersburg | Draßburg                 | Draßburg                | Pfarrkirche Draßburg                 |      |               | Franz Capek               | 1904     | I/P     | 7        | [ 7 ]                                                                             |
| Mattersburg | Forchtenstein            | Forchtenstein           | Pfarrkirche Forchtenstein            |      |               | Ferdinand Molzer          | 1954     | I/P     | 8        |                                                                                   |
| Mattersburg | Hirm                     | Hirm                    | Pfarrkirche Hirm                     |      |               | Franz Capek               | 1898     | I/P     | 5        |                                                                                   |
| Mattersburg | Loipersbach              | Loipersbach             | Filialkirche Loipersbach             |      |               | unbekannt                 | 1828     | I       | 4        | [ 8 ]                                                                             |
| Mattersburg | Krensdorf                | Krensdorf               | Pfarrkirche Krensdorf                |      |               | Josef Huber               | 1956     | I/P     | 7        | pneumat. Traktur                                                                  |
| Mattersburg | Marz                     | Marz                    | Pfarrkirche Marz                     |      |               | Dreher & Reinisch         | 1959     | II/P    | 14       |                                                                                   |
| Mattersburg | Mattersburg              | Mattersburg             | Pfarrkirche Mattersburg              |      |               | Josef Huber               | 1927     | II/P    | 27       | [ 9 ]                                                                             |
| Mattersburg | Mattersburg              | Walbersdorf             | Pfarrkirche Walbersdorf              |      |               | Eduard Kanitsch           | 1904     | I/P     | 8        |                                                                                   |
| Mattersburg | Neudörfl                 |                         | Pfarrkirche Neudörfl an der Leitha   |      |               | Orgelbau Kögler           | 1977     | II/P    | 17       |                                                                                   |
| Mattersburg | Pöttelsdorf              |                         | Evangelische Pfarrkirche Pöttelsdorf |      |               |                           |          | II/P    |          |                                                                                   |
| Mattersburg | Pöttsching               |                         | Pfarrkirche St. Nikolaus             |      | Hauptstraße 3 | Johann Gottfried Malleck  | 1792     | I/P     | 8        | Disposition                                                                       |
| Mattersburg | Rohrbach bei Mattersburg |                         | Pfarrkirche Rohrbach bei Mattersburg |      |               | Rieger Orgelbau           | 1983     | II/P    | 19       | 2024 aus dem Kloster der Franziskanerinnen Bad-Waldsee-Reute hierher transferiert |
| Mattersburg | Schattendorf             |                         | Pfarrkirche Schattendorf             |      |               | Walcker-Mayer             | 1991     | II/P    | 9        |                                                                                   |
| Mattersburg | Sieggraben               |                         | Pfarrkirche Sieggraben               |      |               | Walcker-Mayer             | 1983     | II/P    | 11       | [ 11 ]                                                                            |
| Mattersburg | Wiesen (Burgenland)      |                         | Pfarrkirche Wiesen (neu)             |      |               | Gerhard Hradetzky         | 1980     | II/P    | 19       | Disposition                                                                       |
| Mattersburg | Wiesen (Burgenland)      |                         | Pfarrkirche Wiesen (alt)             |      |               | Orgelbau Cäcilia          | 1928     | I/P     | 9        |                                                                                   |
| Mattersburg | Zemendorf-Stöttera       | Kleinfrauenhaid         | Pfarrkirche Kleinfrauenhaid          |      |               | Stephan Hechinger         | 1848     | II/P    | 17       |                                                                                   |
| Mattersburg | Zemendorf-Stöttera       | Stöttera                | Filialkirche St. Michael             |      |               | anonym                    | 18. Jhdt | I       | 4        |                                                                                   |

## Orgeln im Bezirk Neusiedl/See
| Bezirk          | Gemeinde               | Ort/Katastral- gemeinde | Kirche/ Gebäude                           | Bild | Standort | Orgelbauer                   | Jahr | Manuale | Register | Bemerkungen                                                                            |
| --------------- | ---------------------- | ----------------------- | ----------------------------------------- | ---- | -------- | ---------------------------- | ---- | ------- | -------- | -------------------------------------------------------------------------------------- |
| Neusiedl am See | Andau                  | Andau                   | Pfarrkirche Andau                         |      |          | Anton Schönhofer             | 1900 | I/P     | 10       | Disposition                                                                            |
| Neusiedl am See | Apetlon                | Apetlon                 | Pfarrkirche Apetlon                       |      |          | Rieger Orgelbau              | 2008 | II/P    | 26       | Disposition                                                                            |
| Neusiedl am See | Bruckneudorf           | Kaisersteinbruch        | Pfarrkirche Kaisersteinbruch              |      |          | Orgelbau Kögler              | 1970 | I/P     | 4        | [ 12 ]                                                                                 |
| Neusiedl am See | Deutsch Jahrndorf      | Deutsch Jahrndorf       | Katholische Pfarrkirche Deutsch Jahrndorf |      |          | Carl Hesse                   | 1854 | I/P     | 10       | Disposition                                                                            |
| Neusiedl am See | Edelstal               | Edelstal                | Pfarrkirche Edelstal                      |      |          | Szlezak Mihaly               | 1877 | I/P     | 8        | Disposition                                                                            |
| Neusiedl am See | Frauenkirchen          | Frauenkirchen           | Basilika Frauenkirchen                    |      |          | Martin Pflüger               | 1997 | II/P    | 33       | Disposition                                                                            |
| Neusiedl am See | Gols                   | Gols                    | Evangelische Pfarrkirche Gols             |      |          | Franz Ullmann                | 1851 | II/P    | 14       |                                                                                        |
| Neusiedl am See | Gols                   | Gols                    | Katholische Pfarrkirche Gols              |      |          | Ferdinand Molzer der Jüngere | 1951 | I/P     | 6        |                                                                                        |
| Neusiedl am See | Halbturn               | Halbturn                | Pfarrkirche Halbturn                      |      |          | Dreher & Flamm               | 1937 | II/P    | 22       | unspielbar, seit 1986                                                                  |
| Neusiedl am See | Illmitz                | Illmitz                 | Pfarrkirche Illmitz                       |      |          | Rieger Orgelbau              | 1979 | II/P    | 14       | Disposition                                                                            |
| Neusiedl am See | Jois                   | Jois                    | Alte Pfarrkirche Jois                     |      |          | Johann M. Hefele             | 1763 | I/P     | 9        | Disposition                                                                            |
| Neusiedl am See | Mönchhof               | Marienkron              | Kloster Marienkron (Mönchhof)             |      |          | OÖ Orgelbauanstalt           | 1978 | II/P    | 16       |                                                                                        |
| Neusiedl am See | Mönchhof               | Mönchhof                | Pfarrkirche Mönchhof                      |      |          | Johann M. Kauffmann          | 1935 | II/P    | 13       |                                                                                        |
| Neusiedl am See | Neudorf bei Parndorf   | Neudorf                 | Pfarrkirche Neudorf bei Parndorf          |      |          | Huber Orgelbau               | 1948 | II/P    | 9        | [ 14 ]                                                                                 |
| Neusiedl am See | Neusiedl am See        | Neusiedl am See         | Pfarrkirche Neusiedl am See               |      |          | Rieger Orgelbau              | 1979 | II/P    | 20       | Disposition                                                                            |
| Neusiedl am See | Nickelsdorf            | Nickelsdorf             | Katholische Pfarrkirche Nickelsdorf       |      |          | Kemenesi Sandor              | 1913 | I/P     | 8        | [ 15 ]                                                                                 |
| Neusiedl am See | Pama                   | Pama                    | Pfarrkirche Pama                          |      |          | Anton Schönhofer             | 1899 | I/P     | 7        | Disposition                                                                            |
| Neusiedl am See | Pamhagen               | Pamhagen                | Pfarrkirche Pamhagen                      |      |          | Gebrüder Rieger              | 1921 | I/P     | 10       |                                                                                        |
| Neusiedl am See | Parndorf               | Parndorf                | Pfarrkirche Parndorf                      |      |          | Anton Skrabl                 | 2006 | II/P    | 16       | Disposition                                                                            |
| Neusiedl am See | Podersdorf am See      | Podersdorf              | Pfarrkirche Podersdorf am See             |      |          | Gebrüder Rieger              | 1912 | I/P     | 8        | [ 16 ]                                                                                 |
| Neusiedl am See | Podersdorf am See      | Podersdorf              | Pfarrkirche Hl. Familie                   |      |          | Orgelbau M. Walcker-Mayer    | 1965 | I/P     | 6        | [ 17 ]                                                                                 |
| Neusiedl am See | Potzneusiedl           | Potzneusiedl            | Pfarrkirche Potzneusiedl                  |      |          | Gebrüder Rieger              | 1912 | I/P     | 10       | [ 18 ]                                                                                 |
| Neusiedl am See | Sankt Andrä am Zicksee | St. Andrä am Zicksee    | Pfarrkirche Sankt Andrä am Zicksee        |      |          | Herbert Huber                | 1963 | II/P    | 17       | [ 19 ]                                                                                 |
| Neusiedl am See | Tadten                 | Tadten                  | Pfarrkirche Tadten                        |      |          | Martin Pflüger               | 2005 | II/P    | 15       | [ 20 ]                                                                                 |
| Neusiedl am See | Wallern im Burgenland  | Wallern                 | Pfarrkirche Wallern im Burgenland         |      |          | Walcker Mayer                | 1991 | II/P    | 16       | Gehäuse von Anton Schönhofer                                                           |
| Neusiedl am See | Weiden am See          | Weiden am See           | Pfarrkirche Weiden am See                 |      |          | unbekannt                    | 1725 | I/P     | 10       | 1725 für Klosterkirche in Bruck/Leitha errichtet, 1788 nach Weiden am See transferiert |
| Neusiedl am See | Winden am See          | Winden am See           | Pfarrkirche Winden am See                 |      |          | Friedrich Deutschmann        | 1819 | I/P     | 10       | [ 22 ]                                                                                 |
| Neusiedl am See | Zurndorf               | Zurndorf                | Katholische Pfarrkirche Zurndorf          |      |          | Anton Schönhofer             | 1901 | I/P     | 8        | [ 23 ]                                                                                 |

## Orgeln im Bezirk Oberpullendorf
| Bezirk         | Gemeinde                   | Ort/Katastral- gemeinde  | Kirche/ Gebäude                       | Bild | Standort | Orgelbauer                | Jahr | Manuale | Register | Bemerkungen                                                                                       |
| -------------- | -------------------------- | ------------------------ | ------------------------------------- | ---- | -------- | ------------------------- | ---- | ------- | -------- | ------------------------------------------------------------------------------------------------- |
| Oberpullendorf | Deutschkreutz              | Deutschkreutz            | Pfarrkirche Deutschkreutz             |      |          | Herbert Gollini           | 1995 | II/P    | 20       | [ 24 ]                                                                                            |
| Oberpullendorf | Deutschkreutz              | Girm                     | Filialkirche Girm                     |      |          | Gebrüder Rieger           | 1909 | I       | 4        | pneumatische Traktur                                                                              |
| Oberpullendorf | Draßmarkt                  | Draßmarkt                | Pfarrkirche Draßmarkt                 |      |          | Gebrüder Rieger           | 1907 | I/P     | 12       |                                                                                                   |
| Oberpullendorf | Draßmarkt                  | Oberrabnitz              | Filialkirche Oberrabnitz              |      |          | Gebrüder Rieger           | 1912 | I/P     | 7        |                                                                                                   |
| Oberpullendorf | Draßmarkt                  | Karl                     | Filialkirche St. Katharina            |      |          | Orgelbau M. Walcker-Mayer | 1969 | II/P    | 9        | 1969 für Pädagogische Akademie in Eisenstadt errichtet, 2022 in Draßmarkt aufgestellt Disposition |
| Oberpullendorf | Frankenau-Unterpullendorf  | Großmutschen             | Filialkirche Dreikönig                |      |          | Gebrüder Rieger           | 1910 | I/P     | 5        | [ 26 ]                                                                                            |
| Oberpullendorf | Frankenau-Unterpullendorf  | Kleinmutschen            | Filialkirche St. Nikolaus             |      |          | Gebrüder Rieger           | 1912 | I/P     | 4        | [ 27 ]                                                                                            |
| Oberpullendorf | Frankenau-Unterpullendorf  | Unterpullendorf          | Pfarrkirche Unterpullendorf           |      |          | Rieger Orgelbau           | 1995 | II/P    | 22       |                                                                                                   |
| Oberpullendorf | Großwarasdorf              | Großwarasdorf            | Pfarrkirche Großwarasdorf             |      |          | Rieger Orgelbau           | 1995 | II/P    | 13       |                                                                                                   |
| Oberpullendorf | Großwarasdorf              | Kleinwarasdorf           | Pfarrkirche Kleinwarasdorf            |      |          | Rieger Orgelbau           | 1949 | II/P    | 16       |                                                                                                   |
| Oberpullendorf | Horitschon                 | Horitsch                 | Pfarrkirche Horitschon                |      |          | Rieger Orgelbau           | 1990 | II/P    | 14       |                                                                                                   |
| Oberpullendorf | Horitschon                 | Unterpetersdorf          | Pfarrkirche Unterpetersdorf           |      |          | Gebrüder Rieger           | 1894 | I/P     | 6        |                                                                                                   |
| Oberpullendorf | Kaisersdorf                | Kaisersdorf              | Pfarrkirche Kaisersdorf               |      |          | Anton Tausz               | 1862 | I/P     | 7        | Disposition                                                                                       |
| Oberpullendorf | Kobersdorf                 | Kobersdorf               | Katholische Pfarrkirche Kobersdorf    |      |          | Herbert Huber             | 1938 | I/P     | 8        |                                                                                                   |
| Oberpullendorf | Kobersdorf                 | Kobersdorf               | Evangelische Pfarrkirche Kobersdorf   |      |          |                           | 2001 | II/P    | 20       |                                                                                                   |
| Oberpullendorf | Lackenbach                 | Lackenbach               | Pfarrkirche Lackenbach                |      |          | Herbert Huber             | 1926 | I/P     | 7        |                                                                                                   |
| Oberpullendorf | Lackendorf                 | Lackendorf               | Filialkirche St. Rochus               |      |          | Orgelbau M. Walcker-Mayer | 1990 | I/P     | 6        | Disposition                                                                                       |
| Oberpullendorf | Lockenhaus                 | Hochstraß                | Filialkirche St. Anna                 |      |          | Herbert Huber             | 1925 | I/P     | 6        | [ 28 ]                                                                                            |
| Oberpullendorf | Lockenhaus                 | Langeck                  | Filialkirche Langeck                  |      |          | Gebrüder Rieger           | 1908 | I/P     | 6        | [ 29 ]                                                                                            |
| Oberpullendorf | Lockenhaus                 | Lockenhaus               | Pfarrkirche Lockenhaus                |      |          | Rieger Orgelbau           | 2003 | II/P    | 35       | Disposition                                                                                       |
| Oberpullendorf | Lutzmannsburg              | Lutzmannsburg            | Katholische Pfarrkirche Lutzmannsburg |      |          | Gebrüder Rieger           | 1896 | I/P     | 6        |                                                                                                   |
| Oberpullendorf | Lutzmannsburg              | Strebersdorf             | Pfarrkirche „Kreuzerhöhung“           |      |          | Gebrüder Rieger           | 1905 | I/P     | 8        |                                                                                                   |
| Oberpullendorf | Mannersdorf an der Rabnitz | Klostermarienberg        | Pfarrkirche Klostermarienberg         |      |          | Max Jakob                 | 1880 | I/P     | 8        |                                                                                                   |
| Oberpullendorf | Mannersdorf an der Rabnitz | Rattersdorf              | Wallfahrtskirche Rattersdorf          |      |          | Orgelbau M. Walcker-Mayer | 1994 | I/P     | 10       |                                                                                                   |
| Oberpullendorf | Mannersdorf an der Rabnitz | Unterloisdorf            | Filialkirche St. Radegundis           |      |          | Philipp König             | 1847 | I/P     | 10       |                                                                                                   |
| Oberpullendorf | Markt Sankt Martin         | Landsee                  | Pfarrkirche Landsee                   |      |          | Herbert Huber             | 1928 | I/P     | 6        |                                                                                                   |
| Oberpullendorf | Markt Sankt Martin         | Markt St. Martin         | Pfarrkirche Markt St. Martin          |      |          | Rieger Orgelbau           | 1904 | II/P    | 14       |                                                                                                   |
| Oberpullendorf | Nebersdorf                 | Nebersdorf               | Pfarrkirche Nebersdorf                |      |          | Orgelbau M. Walcker-Mayer | 1993 | II/P    | 10       | Disposition                                                                                       |
| Oberpullendorf | Neckenmarkt                | Haschendorf              | Filialkirche Haschendorf              |      |          | Gebrüder Rieger           | 1905 | I/P     | 7        | [ 30 ]                                                                                            |
| Oberpullendorf | Neckenmarkt                | Neckenmarkt              | Pfarrkirche Neckenmarkt               |      |          | Gebrüder Rieger           | 1893 | I/P     | 12       |                                                                                                   |
| Oberpullendorf | Neutal                     | Neutal                   | Pfarrkirche Neutal                    |      |          | Wolfgang Bodem            | 1995 | I/P     | 8        |                                                                                                   |
| Oberpullendorf | Nikitsch                   | Kroatisch Geresdorf      | Pfarrkirche Kroatisch Geresdorf       |      |          | Gebrüder Rieger           | 1912 | I/P     | 7        | [ 31 ]                                                                                            |
| Oberpullendorf | Nikitsch                   | Kroatisch Minihof        | Pfarrkirche Kroatisch Minihof         |      |          | Gebrüder Hopferwieser     | 1926 | I/P     | 12       | [ 32 ]                                                                                            |
| Oberpullendorf | Nikitsch                   | Nikitsch                 | Pfarrkirche Nikitsch                  |      |          | Herbert Huber             | 1952 | II/P    | 17       |                                                                                                   |
| Oberpullendorf | Oberloisdorf               | Oberloisdorf             | Pfarrkirche Oberloisdorf              |      |          | Peppert Sandor            | 1952 | II/P    | 17       |                                                                                                   |
| Oberpullendorf | Oberpullendorf             | Mitterpullendorf         | Pfarrkirche Mitterpullendorf          |      |          | Peppert Sandor            | 1880 | I/P     | 8        |                                                                                                   |
| Oberpullendorf | Oberpullendorf             | Oberpullendorf           | Pfarrkirche Oberpullendorf            |      |          | Gregor Hradetzky          | 1978 | II/P    | 19       |                                                                                                   |
| Oberpullendorf | Pilgersdorf                | Deutsch Gerisdorf        | Filialkirche Dt. Gerisdorf            |      |          | Norbert Schermann         | 2013 | II/P    | 13       | [ 33 ]                                                                                            |
| Oberpullendorf | Pilgersdorf                | Kogl                     | Pfarrkirche Kogl                      |      |          | Josef Panhuber            | 1942 | I/P     | 7        | Disposition                                                                                       |
| Oberpullendorf | Pilgersdorf                | Lebenbrunn               | Filialkirche Lebenbrunn               |      |          | Peppert Sandor            | 1920 | I/P     | 6        |                                                                                                   |
| Oberpullendorf | Pilgersdorf                | Pilgersdorf              | Pfarrkirche Pilgersdorf               |      |          | Anton Tausz               | 1885 | I/P     | 10       | Disposition                                                                                       |
| Oberpullendorf | Piringsdorf                | Piringsdorf              | Pfarrkirche Piringsdorf               |      |          | Achim Reichmann           | 2002 | II/P    | 16       | Orgel im historischen Gehäuse aus 1910                                                            |
| Oberpullendorf | Raiding                    | Raiding                  | Franz-Liszt-Geburtshaus               |      |          | Johann Rath, Ödenburg     | 1770 | I       | 5        | ursprünglich für Pfarrkirche Raiding errichtet, 1924 in Franz-Liszt-Museum aufgestellt            |
| Oberpullendorf | Raiding                    | Raiding                  | Pfarrkirche Raiding                   |      |          | Johann Pieringer          | 2002 | II/P    | 14       | Disposition                                                                                       |
| Oberpullendorf | Ritzing                    | Ritzing                  | Pfarrkirche Ritzing                   |      |          | Anton Skrabl              |      | II/P    | 5        | Disposition                                                                                       |
| Oberpullendorf | Steinberg-Dörfl            | Steinberg an der Rabnitz | Pfarrkirche Steinberg an der Rabnitz  |      |          | Herbert Gollini           | 1998 | II/P    | 20       |                                                                                                   |
| Oberpullendorf | Stoob                      | Stoob                    | Christuskirche (Stoob)                |      |          | Georges Heintz            | 1997 | II/P    | 12       |                                                                                                   |
| Oberpullendorf | Unterfrauenhaid            | Unterfrauenhaid          | Wallfahrtskirche                      |      |          | Philipp König             | 1839 | I/P     | 8        |                                                                                                   |
| Oberpullendorf | Unterpullendorf            | Unterpullendorf          | Pfarrkirche Unterpullendorf           |      |          | Rieger Orgelbau           | 1995 | II/P    | 22       |                                                                                                   |
| Oberpullendorf | Unterrabnitz-Schwendgraben | Unterrabnitz             | Pfarrkirche Unterrabnitz              |      |          | Gebrüder Rieger           | 1910 | I/P     | 8        |                                                                                                   |
| Oberpullendorf | Weingraben                 | Weingraben               | St. Maria Magdalena (Weingraben)      |      |          | Rieger Orgelbau           | 1996 | I/P     | 8        |                                                                                                   |
| Oberpullendorf | Weppersdorf                | Weppersdorf              | Katholische Pfarrkirche Weppersdorf   |      |          | Anton Müller              | 1904 | I/P     | 8        |                                                                                                   |

## Orgeln im Bezirk Oberwart
| Bezirk   | Gemeinde                   | Ort/Katastral- gemeinde    | Kirche/ Gebäude                        | Bild | Standort                    | Orgelbauer                    | Jahr     | Manuale | Register | Bemerkungen                                                     |
| -------- | -------------------------- | -------------------------- | -------------------------------------- | ---- | --------------------------- | ----------------------------- | -------- | ------- | -------- | --------------------------------------------------------------- |
| Oberwart | Bad Tatzmannsdorf          | Bad Tatzmannsdorf          | ev. Friedenskirche                     |      |                             | Orgelbau Kögler               | 1971     | II/P    | 7        |                                                                 |
| Oberwart | Bad Tatzmannsdorf          | Bad Tatzmannsdorf          | Pfarrkirche Bad Tatzmannsdorf          |      |                             | Wolfgang Bodem                | 1994     | II/P    | 17       | Orgeln im Bezirk Oberwart                                       |
| Oberwart | Badersdorf                 | Badersdorf                 | Filialkirche Badersdorf                |      |                             | Franz Xaver Schwarz           | 1807     | I/P     | 8        |                                                                 |
| Oberwart | Bernstein                  | Bernstein                  | Evang. Pfarrkirche                     |      |                             | Carl Böttcher                 | 1868     | II/P    | 13       |                                                                 |
| Oberwart | Bernstein                  | Bernstein                  | Kath. Pfarrkirche                      |      |                             | Sandor Peppert                | 1912     | I/P     | 7        |                                                                 |
| Oberwart | Deutsch Schützen-Eisenberg | Deutsch Schützen           | Pfarrkirche Deutsch Schützen           |      |                             | Franz Ullmann                 | 1853     | I/P     | 11       |                                                                 |
| Oberwart | Deutsch Schützen-Eisenberg | Eisenberg an der Pinka     | Filialkirche Eisenberg                 |      |                             | Konrad Hopferwieser           | 1969     | I/P     | 6        |                                                                 |
| Oberwart | Deutsch Schützen-Eisenberg | St. Kathrein im Burgenland | Pfarrkirche St. Kathrein im Burgenland |      |                             | Konrad Hopferwieser           | 1924     | I/P     | 5        |                                                                 |
| Oberwart | Großpetersdorf             | Großpetersdorf             | Evang. Pfarrkirche                     |      |                             | Carl Seidelmann               | 1839     | I/P     | 10       |                                                                 |
| Oberwart | Großpetersdorf             | Großpetersdorf             | Kath. Pfarrkirche                      |      |                             | Orgelbau Kögler               | 2006     | II/P    | 20       |                                                                 |
| Oberwart | Großpetersdorf             | Kleinpetersdorf            | Filialkirche „Christi Himmelfahrt“     |      |                             | Hopferwieser Orgelbau         | 1968     | I       | 3        | [ 34 ]                                                          |
| Oberwart | Großpetersdorf             | Miedlingsdorf              | Filialkirche St. Jakob                 |      |                             | Anton Tausz                   | 1879     | I       | 4        |                                                                 |
| Oberwart | Hannersdorf                | Burg                       | Filialkirche Burg                      |      |                             | Konrad Hopferwieser senior    | 1948     | I/P     | 6        |                                                                 |
| Oberwart | Hannersdorf                | Hannersdorf                | Pfarrkirche Hannersdorf                |      |                             | Konrad Hopferwieser senior    | 1925     | II/P    | 15       |                                                                 |
| Oberwart | Jabing                     | Jabing                     | Pfarrkirche Jabing                     |      |                             | Anton Tausz                   | 1885     | I/P     | 8        |                                                                 |
| Oberwart | Kemeten                    | Kemeten                    | Pfarrkirche Kemeten                    |      |                             | unbekannt                     | 1864     | I/P     | 10       | von einem unbekannten Orgelbauer aus Straß im Zillertal (Tirol) |
| Oberwart | Kohfidisch                 | Kirchfidisch               | Pfarrkirche Kirchfidisch               |      |                             | Orgelbau Kögler               | 1976     | II/P    | 12       |                                                                 |
| Oberwart | Litzelsdorf                | Litzelsdorf                | Pfarrkirche Litzelsdorf                |      |                             | Wilhelm Schafranek            | 1830     | I/P     | 12       |                                                                 |
| Oberwart | Loipersdorf-Kitzladen      | Kitzladen                  | Pfarrkirche Kitzladen                  |      |                             | Gebrüder Rieger               | 1912     | I/P     | 8        |                                                                 |
| Oberwart | Mariasdorf                 | Mariasdorf                 | Pfarrkirche Mariasdorf                 |      |                             | Peppert Sandor                | 1890     | I/P     | 9        |                                                                 |
| Oberwart | Markt Allhau               | Markt Allhau               | Evang. Pfarrkirche                     |      |                             | Yves König                    | 2008     | II/P    | 18       |                                                                 |
| Oberwart | Markt Allhau               | Markt Allhau               | Kath. Filialkirche                     |      |                             | Johann Beber                  | vor 1791 | I/P     | 6        |                                                                 |
| Oberwart | Markt Neuhodis             | Markt Neuhodis             | Pfarrkirche Markt Neuhodis             |      |                             | Gebrüder Rieger               | 1910     | I/P     | 6        |                                                                 |
| Oberwart | Mischendorf                | Kotezicken                 | Filialkirche St. Laurentius            |      |                             | Herbert Huber                 | 1961     | I       | 5        |                                                                 |
| Oberwart | Mischendorf                | Mischendorf                | Pfarrkirche Mischendorf                |      |                             | Rieger Orgelbau               | 1983     | I/P     | 7        |                                                                 |
| Oberwart | Oberdorf im Burgenland     | Oberdorf                   | Pfarrkirche Oberdorf                   |      |                             | Friedrich Werner              | 1870     | I/P     | 10       |                                                                 |
| Oberwart | Oberschützen               | Oberschützen               | Kulturzentrum Jenö-Takacs-Saal         |      |                             | Orgelbau Kögler               | 1986     | III/P   | 37       | Expositur Oberschützen der Kunstuniversität Graz                |
| Oberwart | Oberschützen               | Oberschützen               | Kulturzentrum Kammermusiksaal          |      |                             | Orgelbau Kögler               | 1968     | II/P    | 14       | Expositur Oberschützen der Kunstuniversität Graz                |
| Oberwart | Oberschützen               | Oberschützen               | Evangelische Pfarrkirche               |      |                             | Carl Hesse                    | 1862     | I/P     | 15       |                                                                 |
| Oberwart | Oberschützen               | Unterschützen              | Ev. Pfarrkirche Unterschützen          |      |                             | Friedrich Werner              | 1870     | I/P     | 11       |                                                                 |
| Oberwart | Oberwart                   | Oberwart                   | Evangelische Pfarrkirche Oberwart      |      |                             | Rieger Orgelbau               | 1995     | II/P    | 21       |                                                                 |
| Oberwart | Oberwart                   | Oberwart                   | Reformierte Pfarrkirche Oberwart       |      | Reformierte Kirchengasse 11 | Friedrich Werner aus Graz     | 1873     | I/P     | 13       |                                                                 |
| Oberwart | Oberwart                   | Oberwart                   | Katholische Pfarrkirche Oberwart       |      |                             | Reinisch-Pirchner             | 1971     | II/P    | 18       |                                                                 |
| Oberwart | Pinkafeld                  | Pinkafeld                  | Katholische Pfarrkirche Pinkafeld      |      |                             | Hermann Eule Orgelbau Bautzen | 2022     | III/P   | 35       | Neue Orgel in historischem Gehäuse                              |
| Oberwart | Pinkafeld                  | Pinkafeld                  | Evangelische Pfarrkirche Pinkafeld     |      |                             | Heintz Orgelbau               | 1999     | II/P    | 28       |                                                                 |
| Oberwart | Rechnitz                   | Rechnitz                   | Evangelische Pfarrkirche Rechnitz      |      |                             | Gebrüder Rieger               | 1901     | I/P     | 14       |                                                                 |
| Oberwart | Rechnitz                   | Rechnitz                   | Katholische Pfarrkirche Rechnitz       |      |                             | Gregor Hradetzky              | 1970     | II/P    | 18       | 1970 für Aula der Pädagogischen Akademie-Eisenstadt errichtet   |
| Oberwart | Rotenturm an der Pinka     | Rotenturm an der Pinka     | Kath. Pfarrkirche                      |      |                             | Anton Tausz                   | 1886     | I/P     | 13       |                                                                 |
| Oberwart | Rotenturm an der Pinka     | Spitzzicken                | Filialkirche St. Barbara               |      |                             | Angster                       | 1910     | I/P     | 5        |                                                                 |
| Oberwart | Schachendorf               | Dürnbach                   | Pfarr- und Wallfahrtskirche Dürnbach   |      |                             | Herbert Huber                 | 1961     | II/P    | 12       | [ 35 ]                                                          |
| Oberwart | Schachendorf               | Schachendorf               | Pfarrkirche Schachendorf               |      |                             | Gebrüder Krenn                | 1988     | I/P     | 6        |                                                                 |
| Oberwart | Schandorf                  | Schandorf                  | Pfarrkirche Schandorf                  |      |                             | Herbert Huber                 | 1950     | I/P     | 7        |                                                                 |
| Oberwart | Stadtschlaining            | Neumarkt im Tauchental     | Pfarrkirche Neumarkt im Tauchental     |      |                             | Herbert Huber                 | 1960     | II/P    | 10       |                                                                 |
| Oberwart | Unterkohlstätten           | Holzschlag                 | Evangelische Pfarrkirche Holzschlag    |      |                             |                               | 1980     | I/P     | 10       | [ 36 ]                                                          |
| Oberwart | Unterkohlstätten           | Oberkohlstätten            | Pfarrkirche Oberkohlstätten            |      |                             | Bernhard Ottitsch             | 1991     | I/P     | 5        |                                                                 |
| Oberwart | Unterwart                  | Eisenzicken                | Filialkirche Eisenzicken               |      |                             | Anton Tausz                   | 1893     | I/P     | 5        | [ 37 ]                                                          |
| Oberwart | Unterwart                  | Unterwart                  | Pfarrkirche Unterwart                  |      |                             | Sandor Peppert                | 1902     | I/P     | 10       |                                                                 |
| Oberwart | Weiden bei Rechnitz        | Rumpersdorf                | Filialkirche Rumpersdorf               |      |                             | unbekannt                     | 1812     | I       | 4        |                                                                 |
| Oberwart | Weiden bei Rechnitz        | Weiden                     | Pfarrkirche Weiden bei Rechnitz        |      |                             | Angster                       | 1910     | I/P     | 7        |                                                                 |

## Orgeln im Bezirk Güssing
| Bezirk         | Gemeinde                    | Ort/Katastral- gemeinde | Kirche/ Gebäude                               | Bild | Standort | Orgelbauer                | Jahr | Manuale | Register | Bemerkungen                         |
| -------------- | --------------------------- | ----------------------- | --------------------------------------------- | ---- | -------- | ------------------------- | ---- | ------- | -------- | ----------------------------------- |
| Bezirk Güssing | Bocksdorf                   | Bocksdorf               | Pfarrkirche Bocksdorf                         |      |          | Gebrüder Hopferwieser     | 1968 | I/P     | 8        | [ 38 ]                              |
| Bezirk Güssing | Eberau                      | Eberau                  | Pfarrkirche Eberau                            |      |          | Orgelbau M. Walcker-Mayer | 1967 | I/P     | 7        | Orgeln im Bezirk Güssing            |
| Bezirk Güssing | Eberau                      | Gaas                    | Pfarrkirche Gaas                              |      |          | Orgelbau M. Walcker-Mayer | 1968 | II/P    | 10       | Gehäuse aus 1784 von Josef Klügel   |
| Bezirk Güssing | Gerersdorf-Sulz             | Gerersdorf              | Pfarrkirche Gerersdorf bei Güssing            |      |          | Orgelbauanstalt Maribor   | 2005 | II/P    | 17       |                                     |
| Bezirk Güssing | Gerersdorf-Sulz             | Sulz im Burgenland      | Filialkirche Sulz                             |      |          | Josef Diethard Pemmer     | 1990 | II/P    | 8        |                                     |
| Bezirk Güssing | Großmürbisch                | Großmürbisch            | Pfarrkirche Großmürbisch                      |      |          | Peppert Sandor            | 1899 | I/P     | 7        |                                     |
| Bezirk Güssing | Güssing                     | Güssing                 | Altersheimkapelle                             |      |          | Ulrich Aschermann         | 1996 | I/P     | 3        | [ 39 ]                              |
| Bezirk Güssing | Güssing                     | Güssing                 | Franziskanerkloster und Klosterkirche Güssing |      |          | Orgelbau M. Walcker-Mayer | 1972 | II/P    | 21       |                                     |
| Bezirk Güssing | Güttenbach                  | Güttenbach              | Pfarrkirche Güttenbach                        |      |          | Gebrüder Krenn            | 1954 | I/P     | 7        |                                     |
| Bezirk Güssing | Heiligenbrunn               | Hagensdorf              | Pfarrkirche Hagensdorf                        |      |          | Herbert Huber             | 1960 | I/P     | 7        | Gehäuse aus 1879 von Sandor Peppert |
| Bezirk Güssing | Heiligenbrunn               | Heiligenbrunn           | Pfarrkirche Heiligenbrunn                     |      |          | Anton Tausz               | 1879 | I/P     | 8        |                                     |
| Bezirk Güssing | Heiligenbrunn               | Reinersdorf             | Filialkirche „Christi Himmelfahrt“            |      |          | Angster                   | 1909 | I/P     | 5        |                                     |
| Bezirk Güssing | Kukmirn                     | Eisenhüttl              | Filialkirche Eisenhüttl                       |      |          | Gebrüder Rieger           | 1903 | I/P     | 4        |                                     |
| Bezirk Güssing | Kukmirn                     | Kukmirn                 | Katholische Pfarrkirche Kukmirn               |      |          | Albert Dorner             | 1809 | I/P     | 8        |                                     |
| Bezirk Güssing | Kukmirn                     | Neusiedl bei Güssing    | Filialkirche St. Peter                        |      |          | Orgelbauanstalt Maribor   | 2006 | I       | 4        |                                     |
| Bezirk Güssing | Moschendorf                 | Moschendorf             | Pfarrkirche Moschendorf                       |      |          | Gebrüder Hopferwieser     | 1938 | I/P     | 8        |                                     |
| Bezirk Güssing | Neuberg im Burgenland       | Neuberg                 | Pfarrkirche Neuberg im Burgenland             |      |          | Gebrüder Rieger           | 1911 | I/P     | 8        |                                     |
| Bezirk Güssing | Olbendorf                   | Olbendorf               | Pfarrkirche Olbendorf                         |      |          | Carl Billich              | 1880 | I/P     | 9        |                                     |
| Bezirk Güssing | Ollersdorf im Burgenland    | Ollersdorf              | Pfarrkirche Ollersdorf im Burgenland          |      |          | Gebrüder Krenn            | 1957 | I/P     | 8        | elektropneumat. Kegelladenorgel     |
| Bezirk Güssing | Rauchwart                   | Rauchwarth              | Filialkirche Rauchwart                        |      |          | Gebrüder Rieger           | 1898 | I/P     | 5        | Disposition                         |
| Bezirk Güssing | Rohr im Burgenland          | Rohr                    | Filialkirche St. Johann                       |      |          | Gebrüder Rieger           | 1910 | I/P     | 6        |                                     |
| Bezirk Güssing | Rudersdorf (Burgenland)     | Dobersdorf              | Pfarrkirche Dobersdorf                        |      |          | Gebrüder Rieger           | 1916 | I/P     | 9        | [ 40 ]                              |
| Bezirk Güssing | Rudersdorf (Burgenland)     | Rudersdorf              | Pfarrkirche Rudersdorf                        |      |          | Gebrüder Rieger           | 1907 | I/P     | 7        | [ 41 ]                              |
| Bezirk Güssing | Sankt Michael im Burgenland | St. Michael im Bgld.    | Pfarrkirche St. Michael im Burgenland         |      |          | Herbert Huber             | 1965 | I/P     | 8        | [ 42 ]                              |
| Bezirk Güssing | Stegersbach                 | Stegersbach             | Alte Pfarrkirche Stegersbach                  |      |          | Josef Huber               | 1939 | II/P    | 14       |                                     |
| Bezirk Güssing | Stegersbach                 | Stegersbach             | Neue Pfarrkirche Stegersbach                  |      |          | Alexander Schuke          | 2008 | II/P    | 22       |                                     |
| Bezirk Güssing | Strem                       | Deutsch Ehrensdorf      | Filialkirche Deutsch Ehrensdorf               |      |          | Angster                   | 1899 | I       | 3        | [ 43 ]                              |
| Bezirk Güssing | Strem                       | Steinfurt               | Filialkirche Steinfurt                        |      |          | Peppert Sandor            | 1904 | I/P     | 4        |                                     |
| Bezirk Güssing | Strem                       | Strem                   | Pfarrkirche Strem                             |      |          | Peppert Sandor            | 1894 | I/P     | 9        | [ 44 ]                              |

## Orgeln im Bezirk Jennersdorf
| Bezirk             | Gemeinde                    | Ort/Katastral- gemeinde  | Kirche/ Gebäude                         | Bild | Standort | Orgelbauer           | Jahr | Manuale | Register | Bemerkungen |
| ------------------ | --------------------------- | ------------------------ | --------------------------------------- | ---- | -------- | -------------------- | ---- | ------- | -------- | ----------- |
| Bezirk Jennersdorf | Deutsch Kaltenbrunn         | Deutsch Kaltenbrunn      | Evangelische Pfarrkirche                |      |          | Herbert Huber        |      | II/P    |          |             |
| Bezirk Jennersdorf | Deutsch Kaltenbrunn         | Rohrbrunn                | Filialkirche St. Franz Xaver            |      |          | Gottfried Loderer    | 1908 | I/P     | 4        |             |
| Bezirk Jennersdorf | Eltendorf                   | Eltendorf                | Martin-Luther-Kirche (Eltendorf)        |      | Apsis    | Christoph Enzenhofer | 2008 | II/P    | 20       |             |
| Bezirk Jennersdorf | Heiligenkreuz im Lafnitztal | Heiligenkreuz/Bgld.      | Pfarrkirche Heiligenkreuz im Lafnitztal |      |          | Gebrüder Rieger      | 1910 | I/P     | 9        |             |
| Bezirk Jennersdorf | Jennersdorf                 | Jennersdorf              | Pfarrkirche Jennersdorf                 |      |          | Christoph Allgäuer   | 1999 | II/P    | 18       |             |
| Bezirk Jennersdorf | Königsdorf                  | Königsdorf               | Pfarrkirche Königsdorf                  |      |          | Josef Huber          | 1953 | II/P    | 13       |             |
| Bezirk Jennersdorf | Mogersdorf                  | Mogersdorf               | Pfarrkirche Mogersdorf                  |      |          | Gebrüder Rieger      | 1904 | I/P     | 12       |             |
| Bezirk Jennersdorf | Neuhaus am Klausenbach      | Neuhaus am Klausenbach   | Katholische Pfarrkirche                 |      |          | Gebrüder Rieger      | 1910 | I/P     | 10       |             |
| Bezirk Jennersdorf | Neuhaus am Klausenbach      | Neuhaus am Klausenbach   | Evangelische Pfarrkirche                |      |          |                      |      | I/P     |          |             |
| Bezirk Jennersdorf | Sankt Martin an der Raab    | Sankt Martin an der Raab | Pfarrkirche St. Martin an der Raab      |      |          | Gebrüder Rieger      | 1904 | I/P     | 12       |             |
| Bezirk Jennersdorf | Rudersdorf                  | Rudersdorf               | Pfarrkirche Rudersdorf                  |      |          | Gebrüder Rieger      | 1907 | I/P     | 7        |             |
| Bezirk Jennersdorf | Weichselbaum (Burgenland)   | Weichselbaum             | Pfarrkirche Maria Bild                  |      |          | Gebrüder Rieger      | 1905 | I/P     | 10       | [ 45 ]      |